# Dusona pineticola
Dusona pineticola là một loài tò vò trong họ Ichneumonidae.